# Marriner Eccles
Pour les articles homonymes, voir Marriner et Eccles.
Marriner Stoddard Eccles, né le 9 septembre 1890 à Logan. Utah, et mort le 18 décembre 1977 à Salt Lake City, Utah, est un banquier et un économiste américain. Il fut président de la Réserve fédérale des États-Unis (la banque centrale américaine) du 15 novembre 1934 au 14 avril 1948 sous les présidences de Roosevelt et de Truman.  
Il est connu pour son anticipation et son appui des théories de John Maynard Keynes relatives aux  «dépenses totales inadéquates» dans l’économie qui sont apparues pendant la durée de son mandat.  

## Biographie

### Famille
Marriner Eccles est né dans la famille polygame mormone de David et Ellen (Stoddard) Eccles. Il était l'aîné des neuf enfants d’Ellen Stoddard, la deuxième femme de David Stoddard. Sa famille comprenait aussi douze autres frères et sœurs de la première femme de son père,. Pour distinguer les enfants de sa première et de sa deuxième femme, ceux de cette dernière portait le nom de Logan Eccles. Son père, David Eccles, était un homme d’affaires fortuné qui possédait plusieurs entreprises jusqu’à son décès, en 1912. 

### Études
Eccles fait ses études dans les écoles publiques de Baker, en Oregon, fréquente le Brigham Young College et effectue une mission à l’Église de Jésus-Christ des saints des derniers jours en Écosse de 1910 à 1912. Il cesse ses études à 18 ans pour commencer sa carrière professionnelle dans les pas de son père.

### Débuts
Marriner Eccles commence sa carrière comme président de la Hyrum State Bank et directeur de la Thatcher Brothers Bank à Logan, Utah, deux banques dans lesquelles son père avait des parts. Son père décède en 1912. Marriner Eccles parvient à réorganiser et à consolider les actifs du conglomérat industriel et du réseau bancaire de son père dans une structure dénommée Eccles Investment Company. Il prend le contrôle de First National Bank et First Savings Bank of Ogden. Il étend ses intérêts bancaires à une grande chaîne des banques occidentales appelées Eccles-Browning Affiliated Banks. Il devient millionnaire à l'âge de 22 ans. En 1928, il consolide les actifs bancaires familiaux au sein de la First Security Corporation.

### Réserve fédérale
L’entreprise familiale résiste à plusieurs paniques bancaires pendant la Grande Dépression. Il est membre du think tank Freidenkers basé à Ogden où il cotoie William H. King, un sénateur démocrate de l'Utah, et un membre du comité des finances du Sénat, qui recommande Eccles lorsque ce comité cherche des solutions à la crise des années 1930.
Eccles s'implique dans la création de la loi Emergency Banking Act de 1933 et de la Federal Deposit Insurance Corporation (FDIC). Après un bref passage au département du Trésor des États-Unis et avec le soutien du secrétaire du département Henry Morgenthau, Jr., Eccles est nommé président de la Réserve fédérale par le président Roosevelt. Il est reconduit à ce poste en 1936, 1940 et 1944 et a servi jusqu'en 1948. En février 1944, Roosevelt nomme Eccles pour un nouveau mandat de 14 ans et Eccles y reste jusqu'en 1951, date à laquelle il démissionne quelques mois après l'Accord de 1951. Eccles participe aux négociations des accords de Bretton Woods après la Seconde Guerre mondiale à la suite desquelles ont été créés la Banque mondiale et le Fonds monétaire international.

### Fin de vie et décès
Après sa démission en 1951, Marriner Accles se retire en Utah pour diriger ses entreprises et écrire ses mémoires, intitulés Beckoning Frontiers: Public and Personal Recollections. Il consolide les actifs industriels et familiaux en organisant une série de fondations représentant des actifs qu'il a réussi à transmettre aux différents membres de la famille. Ces fondations soutiennent l'Utah et l'Intermountain West dans le financement d'activités éducatives, artistiques, humanitaires et scientifiques.
Marriner Eccles décède à Salt Lake City, Utah, en 1977 et est enterré dans le mausolée de Larkin Sunset Lawn.

## Reconnaissance et hommages
L'édifice Eccles du Conseil de la Réserve fédérale a été nommé en son honneur par une loi du Congrès le 15 octobre 1982.
En 2021, la chaîne américaine PBS produit et diffuse un documentaire de 56 minutes sur l'oeuvre de Marriner Eccles intitulé Marriner Eccles: Father of the Modern Federal Reserve. Le Deseret News l'a qualifié de « premier génie financier de l'Utah » et le professeur James Gardner de l'Université de l'Utah « le principal philosophe économique du New Deal ».

## Vie privée
En 1913, il se marie avec May Campbell Young qu'il rencontre lors de son séjour en Écosse (1910-1912). Le couple n'a pas un mariage heureux, causé en partie par le manque d'attention d'Eccles envers sa femme, et bien qu'ils aient été légalement mariés 35 ans jusqu'à leur divorce en 1948, ils se sont séparés peu de temps après le mariage et ont vécu une vie largement séparée. Ils ont 3 enfants dans les premières années de leur mariage (et un quatrième décédé jeune).

## Publications
- (en) Marriner Eccles, Beckoning Frontiers: Public and Personal Recollections, Alfred A. Knopf, janvier 1951